# Kikkeri Amanikere, Krishnarajpet
Kikkeri Amanikere là một làng thuộc tehsil Krishnarajpet, huyện Mandya, bang Karnataka, Ấn Độ.